# جو سبينيل
جو سبينيل (بالإنجليزية: Joe Spinell)‏ 1936 – 1989 م) هو ممثل تلفزي، وممثل أفلام، وكاتب، وكاتب سيناريو، وممثل تعبيري أمريكي، ولد في مانهاتن، توفي في كوينز، عن عمر يناهز 53 عاماً، بسبب نوبة قلبية.

## وصلات خارجية
- جو سبينيل على موقع IMDb (الإنجليزية)
- جو سبينيل على موقع روتن توميتوز (الإنجليزية)
- جو سبينيل على موقع ألو سيني (الفرنسية)
- جو سبينيل على موقع أول موفي (الإنجليزية)
- جو سبينيل على موقع قاعدة بيانات الأفلام السويدية (السويدية)
- جو سبينيل على موقع إن إن دي بي (الإنجليزية)
- جو سبينيل على موقع قاعدة بيانات الفيلم (الإنجليزية)
- جو سبينيل على موقع كينوبويسك (الروسية)